# Громовик Візіяні
Громовик Візіяні (Onosma visianii) — вид рослин з родини шорстколистих (Boraginaceae), поширений у центральній і південній Європі.

## Опис
Дворічна волохато біла рослина 15–40 см заввишки. Стебло пряме, не деревне, рясно розгалужене від основи. Чашечка 12–17 мм завдовжки. Віночок завдовжки 15–20 мм, приблизно на 1/3 довший від чашечки, блідо-жовта. Горішки довжиною 4–6 мм, світло-коричневі.

## Поширення
Поширений у центральній і південній Європі (Албанія, Австрія, Болгарія, Греція, Італія, колишня Югославія, Молдова, Румунія, Словаччина, Туреччина в Європі, Угорщина, Україна, Хорватія).